# Lisbeth Gabriel
Lisbeth Gabriel (* 28. August 1948 in Wolfenschiessen) ist eine Politikerin (CVP) im Schweizer Kanton Nidwalden. Sie war eine der zwei ersten Regierungsrätinnen und erste Frau Landammann (Regierungspräsidentin) von Nidwalden.

## Leben und Politik
Elisabeth Blättler ist die Tochter des Werner Blättler und der Anna geborene Näpflin, die in Wolfenschiessen einen Bauernhof bewirtschafteten. Nach dem Besuch der Primar- und Sekundarschule in Wolfenschiessen 1955–1963 und einem einjährigen Haushalts- und Sprachlehrjahr an der Akademie Heilig Kreuz in Freiburg besuchte sie 1964–1965 den Vorkurs für Postbeamtinnen und -beamte und absolvierte 1965–1966 eine Lehre zur Postbeamtin in Engelberg. 1966–1969 war sie in Zürich, 1969–1971 in Luzern bei der Post angestellt. 1970 heiratete sie den Freileitungsmonteur Josef Gabriel, mit dem sie vier Kinder hatte. Nach der Geburt des ersten Kindes 1971 arbeitete Gabriel Teilzeit bei der Post in Grafenort und unterstützte ihren Vater, der in Wolfenschiessen eine Filiale der Raiffeisenbank in Heimarbeit leitete. Ab 1988 übernahm sie eine Agentur der Krankenversicherung CSS, die sie bis 1998 ebenfalls in Heimarbeit betrieb. Darauf folgten weitere Anstellungen innerhalb der CSS Versicherung in Engelberg und Stans, bis sie 2002 aus dem Unternehmen ausschied.
Gabriel stammte aus einem politisch aktiven Elternhaus. Ihr Vater stand für die Katholisch-Konservativen als Regierungsrat der Land- und Forstwirtschaftsdirektion vor, während sich ihre Mutter in Frauenorganisationen wie dem Schweizerischen Katholischen Frauenbund, dem Mütterverein und dem Schweizerischen Verband katholischer Bäuerinnen engagierte. 1982 fragte die Christlichdemokratische Volkspartei (CVP) Gabriel für eine Mitarbeit im Schulrat an, worauf sie der Partei beitrat und als Finanzverantwortliche bis 1990 Einsitz im Schulrat Wolfenschiessen nahm. 1990 kandidierte sie erfolgreich für den Landrat des Kantons Nidwalden, dem sie bis 2002 angehörte. 1994–2002 leitete sie die CVP-Landratsfraktion.
1998 stellte sich Gabriel zur Wahl für den Nidwaldner Regierungsrat. Sie erreichte zwar das Quorum, schied jedoch aus, da sie am wenigsten Stimmen erhalten hatte. 2002 trat sie erneut an; sie und Beatrice Jann-Odermatt wurden als erste Frauen in den Regierungsrat gewählt. Gabriel übernahm die Landwirtschafts- und Umweltdirektion, und als 2004 der amtierende Baudirektor verstarb, führte sie interimistisch auch die Baudirektion. Im Wahljahr 2005 entschloss sie sich für den Wechsel in die Baudirektion, die sie bis 2010 führte. 2005 hatte sie auch als erste Frau im Kanton Nidwalden das Amt der Frau Landammann inne.
Gabriel wirkte während und nach ihrer politischen Karriere in verschiedenen Vereinen und Verwaltungsgremien mit. Sie war 1992–2006 Stiftungsrätin des Alters- und Pflegeheims Nidwalden (2000–2006 Vizepräsidentin Ausschuss). 2000 gründete sie das Landwirtschaftsforum Nidwalden mit, das sie 2002–2005 in ihrer Funktion als Landwirtschafts- und Umweltdirektorin von Amtes wegen präsidierte. 2009 wurde sie Mitgliederrätin des CSS-Vereins. Hinzu kamen ehrenamtliche Engagements: 2002 war sie an der Gründung der regionalen Sektion Innerschweiz des Frauenserviceclubs Soroptimist International beteiligt und seit 2013 ist sie Präsidentin des Vereins Winterhilfe Nidwalden.